# 2. slovenská fotbalová liga 2005/2006
V soubojích 13. ročníku 2. slovenské fotbalové ligy 2005/06 se utkalo 16 týmů dvoukolovým systémem podzim - jaro. Pro další sezónu druhá nejvyšší soutěž změnila název na 1. ligu.
Nováčky soutěže se staly MŠK Rimavská Sobota (sestup z Corgoň ligy) a dva vítězové regionálních skupin 3. ligy - FC Spartak Trnava „B“ a FK LAFC Lučenec. Z bratislavské skupiny 3. ligy o postup žádný tým neprojevil zájem. Vítěz východní skupiny 3. ligy zase nesplňoval podmínky pro druhou ligu, místo něj tedy postoupil pátý celek skupiny ŠK Odeva Lipany. Z baráže postoupilo mužstvo 1. HFC Humenné. Před sezónou se klub FC Steel Trans Ličartovce přestěhoval do Košic, kde vznikl nový klub MFK Košice. OFK Veľký Lapáš se sloučil s Nitrou a v soutěži nadále působil jako béčko Nitry.
Vítězem a zároveň i jediným postupujícím se stal tým FC Nitra, kvůli rozšíření nejvyšší soutěže postoupily ještě další dvě mužstva - ŠK Slovan Bratislava a FC Senec. Do 3. ligy sestoupily poslední čtyři mužstva tabulky - ŠK Odeva Lipany, FC Spartak Trnava „B“, FC Družstevník Báč a FC Nitra „B“.

## Konečná tabulka
| Poř. | Tým                         | Z  | V  | R | P  | VG | OG | B  |
| ---- | --------------------------- | -- | -- | - | -- | -- | -- | -- |
| 1.   | MFK Košice                  | 30 | 23 | 4 | 3  | 67 | 12 | 73 |
| 2.   | ŠK Slovan Bratislava        | 30 | 19 | 6 | 5  | 47 | 25 | 63 |
| 3.   | FC Senec                    | 30 | 19 | 3 | 8  | 65 | 35 | 60 |
| 4.   | 1. FC Tatran Prešov         | 30 | 15 | 7 | 8  | 37 | 22 | 52 |
| 5.   | FK LAFC Lučenec             | 30 | 15 | 7 | 8  | 40 | 34 | 52 |
| 6.   | MŠK Rimavská Sobota         | 30 | 17 | 5 | 8  | 49 | 23 | 50 |
| 7.   | MFK Zemplín Michalovce      | 30 | 14 | 6 | 10 | 38 | 30 | 48 |
| 8.   | FC ViOn Zlaté Moravce       | 30 | 14 | 6 | 10 | 38 | 30 | 48 |
| 9.   | FK Slovan Duslo Šaľa        | 30 | 13 | 6 | 11 | 42 | 29 | 45 |
| 10.  | FO ŽP ŠPORT Podbrezová      | 30 | 12 | 8 | 10 | 39 | 30 | 44 |
| 11.  | 1. HFC Humenné              | 30 | 10 | 7 | 13 | 35 | 45 | 37 |
| 12.  | FK DAC 1904 Dunajská Streda | 30 | 7  | 6 | 17 | 27 | 51 | 27 |
| 13.  | ŠK Odeva Lipany             | 30 | 6  | 4 | 20 | 27 | 61 | 22 |
| 14.  | FC Spartak Trnava „B“       | 30 | 4  | 5 | 21 | 17 | 56 | 17 |
| 15.  | FC Družstevník Báč          | 30 | 3  | 7 | 20 | 17 | 63 | 16 |
| 16.  | FC Nitra „B“                | 30 | 4  | 3 | 23 | 25 | 64 | 15 |

Poznámky
- Rimavské Sobotě bylo odebráno šest bodů.
- Z = Odehrané zápasy; V = Vítězství; R = Remízy; P = Prohry; VG = Vstřelené góly; OG = Obdržené góly; B = Body

|  | postup do Corgoň ligy 2006/07 |
|  | sestup do 2. ligy 2006/07     |